# Приманис, Мартиньш
Мартиньш Приманис (латыш. Mārtiņš Prīmanis; 24 января 1878 года, Адажи — 11 декабря 1950 года, Ратинген) — химик и общественный деятель. Dr. chem. tehn. Профессор, декан (химического факультета) и ректор Латвийского университета. Ректор Рижского университета. Генеральный директор Остландского латвийского генералкомиссариата по образованию и культуре. Кавалер Ордена Трех звезд II и III степеней. Был владельцем Наемного дома на улице Альберта 1 (1920 годы).

## Биография
В 1890—1897 годах учился в Рижском реальном училище Петра I; в 1897—1908 годах — на коммерческом отделении Рижского политехнического института, а затем продолжил обучение на кафедре химии. Был членом студенческой корпорации «Talavija».